# USS Franklin (1775)
USS Franklin był amerykańskim szkunerem należącym do Continental Navy w czasie amerykańskiej rewolucji. Nosił nazwę na cześć Benjamina Franklina.
"Franklin" był wcześniej jednostką rybacką zarekwirowaną na rozkaz pułkownika Jerzego Washingtona w 1775. Był częścią floty szkunerów dowodzonej przez komodora Johna Manleya, która przechwyciła kilka brytyjskich jednostek. Został zwrócony właścicielowi w 1776.